# Tata Open Maharashtra 2023
Il Tata Open Maharashtra 2023 è stato un torneo di tennis giocato sul cemento. È stata la 27ª edizione del torneo facente parte dell'ATP Tour 250 nell'ambito dell'ATP Tour 2023. Si gioca nel Mhalunge Balewadi Tennis Complex di Pune, in India, dal 2 gennaio al 7 gennaio 2023.

## Partecipanti

### Singolare

#### Teste di serie
| Nazionalità | Giocatore               | Ranking | Testa di serie* |
| ----------- | ----------------------- | ------- | --------------- |
| Croazia     | Marin Čilić             | 17      | 1               |
| Paesi Bassi | Botic van de Zandschulp | 35      | 2               |
| Finlandia   | Emil Ruusuvuori         | 40      | 3               |
| Argentina   | Sebastián Báez          | 43      | 4               |
| Slovacchia  | Alex Molčan             | 50      | 5               |
| Serbia      | Filip Krajinović        | 54      | 6               |
| Spagna      | Jaume Munar             | 58      | 7               |
|             | Aslan Karacev           | 59      | 8               |

* Ranking al 26 dicembre 2022.

#### Altri partecipanti
I seguenti giocatori hanno ricevuto una wildcard per il tabellone principale:
- Manas Manoj Dhamne
- Sumit Nagal
- Mukund Sasikumar

I seguenti giocatori sono entrati nel tabellone principale passando dalle qualificazioni:

- Flavio Cobolli
- Elias Ymer
- Ramkumar Ramanathan
- Maximilian Marterer

#### Ritiri
Prima del torneo
- Jenson Brooksby → sostituito da  Pablo Andújar

### Doppio

#### Teste di serie
| Nazione     | Giocatore         | Nazione     | Giocatore       | Rank* | Testa di serie |
| ----------- | ----------------- | ----------- | --------------- | ----- | -------------- |
| Stati Uniti | Rajeev Ram        | Regno Unito | Joe Salisbury   | 7     | 1              |
| Stati Uniti | Nathaniel Lammons | Stati Uniti | Jackson Withrow | 95    | 2              |
| Francia     | Sadio Doumbia     | Francia     | Fabien Reboul   | 112   | 3              |
| Belgio      | Sander Gillé      | Belgio      | Joran Vliegen   | 121   | 4              |

* Ranking al 26 dicembre 2022.

#### Altri partecipanti
Le seguenti coppie di giocatori hanno ricevuto una wildcard per il tabellone principale:
- Arjun Kadhe /  Fernando Romboli
- Purav Raja /  Divij Sharan

La seguente coppia di giocatori è entrata in tabellone come alternate:
- Sriram Balaji /  Jeevan Nedunchezhiyan

#### Ritiri
Prima del torneo
 Laslo Đere /  Alex Molčan → sostituiti da  Sriram Balaji /  Jeevan Nedunchezhiyan

## Punti
| Evento    | V   | F   | SF | QF | 2T | 1T   | Q    | Q2   | Q1   |
| Singolare | 250 | 150 | 90 | 45 | 20 | 0    | 12   | 6    | 0    |
| Doppio    | 250 | 150 | 90 | 45 | 0  | N.D. | N.D. | N.D. | N.D. |

## Montepremi
| Evento    | V       | F       | SF      | QF      | 2T      | 1T     | Q2     | Q1     |
| Singolare | $97,760 | $57,025 | $33,525 | $19,425 | $11,280 | $6,895 | $3,445 | $1,880 |
| Doppio*   | $33,960 | $18,170 | $10,660 | $5,950  | $3,510  | N.D.   | N.D.   | N.D.   |

* per team

## Campioni

### Singolare
Tallon Griekspoor ha sconfitto in finale  Benjamin Bonzi con il punteggio di 4-6, 7-5, 6-3.
• È il primo titolo in carriera per Griekspoor.

### Doppio
Sander Gillé /  Joran Vliegen hanno sconfitto in finale  Sriram Balaji /  Jeevan Nedunchezhiyan con il punteggio di 6-4, 6-4.